# Amatola dentifrons
Amatola dentifrons is een hooiwagen uit de familie Triaenonychidae. De wetenschappelijke naam van Amatola dentifrons gaat terug op Lawrence.